# Wiesław Kraiński
Wiesław Piotr Kraiński (ur. 18 września 1963 w Czersku) – polski duchowny rzymskokatolicki, kanonista, teolog, doktor habilitowany nauk teologicznych, nauczyciel akademicki Wydziału Teologicznego Uniwersytetu Mikołaja Kopernika w Toruniu.

## Życiorys
Przygotowanie do kapłaństwa uzyskał w Seminarium Duchownym w Pelplinie. W 1989 otrzymał tytuł magistra teologii na Wydziale Teologicznym Katolickiego Uniwersytetu Lubelskiego. Uzyskał także tytuł magistra prawa kanonicznego na Wydziale Prawa Kanonicznego Akademii Teologii Katolickiej w Warszawie, gdzie w 2002 (już w ramach UKSW) uzyskał stopień naukowy doktora nauk prawnych w zakresie prawa kanonicznego specjalność prawo małżeńskie na podstawie napisanej pod kierunkiem Wojciecha Góralskiego rozprawy pt. Symulacja całkowita małżeństwa w orzeczeniach Roty Rzymskiej pod rządami Kodeksu Prawa Kanonicznego z r. 1983. W 2015 na podstawie dorobku naukowego oraz rozprawy pt. Prawo trybunałów katolickich do rozstrzygania nieważności małżeństw niekatolików art. 2-4 Dignitas Connubii Wydziale Teologicznym UMK uzyskał stopień doktora habilitowanego nauk teologicznych w specjalności prawo kanoniczne, teologia pastoralna.
Został adiunktem na Wydziale Teologicznym Uniwersytetu Mikołaja Kopernika w Toruniu zatrudnionym w Katedrze Pedagogiki, Katolickiej Nauki Społecznej i Prawa Kanonicznego.

## Odznaczenia
- Brązowy Medal „Zasłużony dla Nauki Polskiej Sapientia et Veritas” (2023)[4]